# Versengold
Versengold ist eine deutsche Pop-Rock und Mittelalter-Folk-Band aus Bremen. In ihrer Musik finden sich auch Elemente von Schlager.

## Geschichte
Versengold wurde 2003 im Heimatort von Sänger Malte Hoyer, Osterholz-Scharmbeck in der Nähe von Bremen, gegründet. Die als Hobbyprojekt gegründete Band setzte sich aus dem Gründerduett Carolin Fährmann und Malte Hoyer, der damals auch Cister und Drehleier spielte, zusammen, ergänzt durch Perkussionist Jan Schröder und Geiger Arndt Rathien. Das Quartett richtete sich inhaltlich und musikalisch an der LARP- und Mittelalterszene aus. Am 14. Oktober 2005 erschien das Debütalbum Hoerensagen. Auf dem am 15. April 2006 veröffentlichten zweiten Album Allgebraeu war Thomas Heuer bereits als Gastmusiker zu hören. Zur Saison 2008 stiegen Jan Schröder und Arndt Rathjen aus und das Album Ketzerey wurde am 21. Mai 2008 mit Perkussionist Thomas Heuer und Geiger Alexander Willms eingespielt. Nach Fertigstellung des Albums und zum Start in der Saison 2008 verließ auch Carolin Fährmann die Band, der weibliche Sopran wurde im Anschluss durch die Gastmusiker Martje Saljé (Gesang und Gitarre) sowie Maren-Mechthild Meyer-Wünsch (Gesang, Cister, Flöten, Bodhrán) besetzt. Die drei verbliebenen Bandmitglieder Hoyer, Heuer und Willms entschlossen sich daher, die Band aufzulösen und noch ein letztes Album als reines Männertrio zu produzieren. Während der Produktion kamen Florian Janoske und Daniel Gregory 2011 als Gastmusiker hinzu. In dieser Besetzung brachte die Band am 18. Januar 2011 das Album Dreck am Stecken heraus. Im Anschluss wurden Janoske und Gregory vollwertige Bandmitglieder und die Kapelle spielte als reines Männer-Quintett weiter.
Die Band professionalisierte sich über die Jahre und auch der Stil wandelte sich, erst hin zu keltischen Elementen, später rückten Rock und Folk stärker ins Zentrum. Versengold trat beim Wacken Open Air 2013 auf, gleich danach erschien am 4. August 2013 das Album Im Namen des Folkes. Am 31. August 2013 spielte Versengold gemeinsam mit Die Kammer, Lyriel und Fiddler’s Green als Vorgruppe für Schandmaul vor 10.000 Besuchern.
2015 traten Sean Lang am Schlagzeug und Eike Otten am Bass in die Band ein. Das in dieser Besetzung am 31. Juli 2015 veröffentlichte Album Zeitlos stieg auf Platz 22 der deutschen Albumcharts ein und wurde anschließend in einer zugehörigen Club-Tour präsentiert. Neben einem erneuten Auftritt beim Wacken Open Air spielte die Band auf weiteren Festivals, darunter Summer Breeze, Rockharz, M’era Luna Festival, Open Flair und Greenfield. Im selben Jahr veröffentlichte die Band ihr erstes Live-Album Live 2015. Erst im Jahr 2016 erschien die 2015 im Hamburger Gruenspan mitgeschnittene DVD Live in Hamburg, die einen Gastbeitrag von Katja Moslehner enthält.
2017 erschien das Album Funkenflug, das Platz 2 der deutschen Album-Charts belegte, was den bis dato größten Erfolg der Band darstellte. Im selben Jahr schied Thomas „Pinto“ Heuer aus der Band aus. Am 26. und 27. Oktober 2018 feierte Versengold mit zwei Konzerten in Hamburg ihr 15-jähriges Band-Jubiläum vor 3500 Besuchern in der Großen Freiheit 36, bei dem auch eine Reihe von Gastmusikern wie Schandmaul oder Subway to Sally mitwirkten. Das Konzert wurde aufgezeichnet und als Limitierte Fanbox als Blu-ray veröffentlicht.
2019 veröffentlichte die Band das Album Nordlicht.
2022 erschien das Album Was kost die Welt, welches Platz 1 der deutschen Album-Charts belegte.
Am 3. November 2023 veröffentlichte Versengold ihr neues Album Lautes Gedenken, einen Tag später feierten sie mit rund 10.000 Fans ihr 20-jähriges Jubiläum in der Barclays Arena in Hamburg.

## Repertoire und Stil
Die von Malte Hoyer geschriebenen Texte erzählen oft Geschichten mit vielerlei Deutungsmöglichkeiten. Das Repertoire erstreckt sich von reinen Instrumentals über Trinklieder (z. B. Einerley oder Hoch die Krüge), Balladen wie Vom Zauber des Wildfräuleins hin zu gesellschaftskritischen Liedern, etwa Punsch statt Putsch, oder was Kost die Welt.
Seit dem Eintritt von Sean Lang und Eike Otten im Jahr 2015 und dem Einfluss ihrer Instrumente Schlagzeug und Bass ist ein erheblicher Stilwandel zu beobachten, der sich auch in den Texten niederschlägt. Das Album Zeitlos aus genanntem Jahr kann als Zäsur betrachtet werden, seit der vermehrt Elemente und Inhalte eine Rolle spielen, die im Vergleich stärker als popmusikalisch empfunden werden können. Auch treten die aktuellen Bandmitglieder seit einiger Zeit unter bürgerlichem Namen anstatt der mittelalterlich wirkenden Pseudonyme auf.

## Trivia
Sänger Malte Hoyer sowie Florian Janoske und Daniel Gregory musizierten auch bei der Band Knasterbart.
Tjalf Hoyer, der Bruder von Sänger Malte Hoyer, ist Sänger der Bremer Band Afterburner.
Seit 2014 hat Versengold einen Auftritt im Computerspiel Die Gilde 2; die Band spielt dort drei ihrer Lieder in verschiedenen Gasthäusern. Der Patch ermöglicht es, dass die Spielleute „Versengold“ ab und an mit drei ihrer Liedern einen Gastauftritt in irgendeinem Gasthaus oder einer Kaschemme haben.
Das Album Funkenflug ist stark geprägt durch einen vorangegangenen, schweren Autounfall Hoyers.
Am 19. Juli 2017 veranstaltete Versengold zusammen mit Schandmaul und Mr. Hurley & Die Pulveraffen ein Live-Streaming-Konzert, bei dem jede Band jeweils einen Song der anderen beiden coverte.
Am 10. September 2017 trat die Band beim ZDF-Fernsehgarten auf.
Eike Otten tritt auch als Purple Otten auf.
Am 23. Mai 2020 sowie am 11. Juli, am 21. August, am 31. Oktober und am 31. Dezember veranstaltete die Band, die wegen der Corona-Krise nicht live auftreten konnte, Online-Live-Konzerte. 2021 spielten sie drei weitere Online-Live-Konzerte. Am 29. Januar 2022 gab es ein Online-Release-Konzert für das Album Was kost die Welt.

## Galerie

Versengold, Line-Up at Rockharz 2018
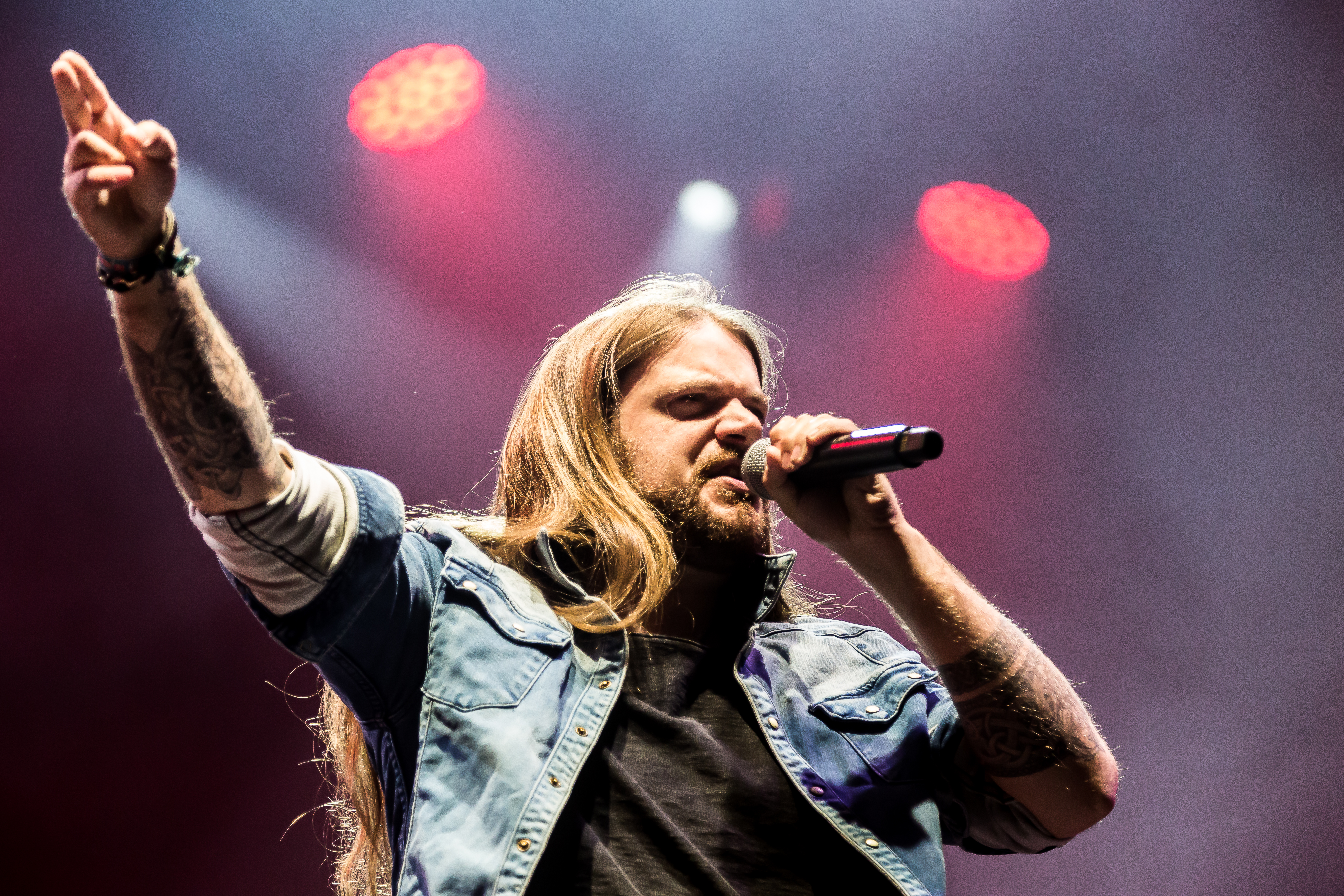
Sänger Malte Hoyer
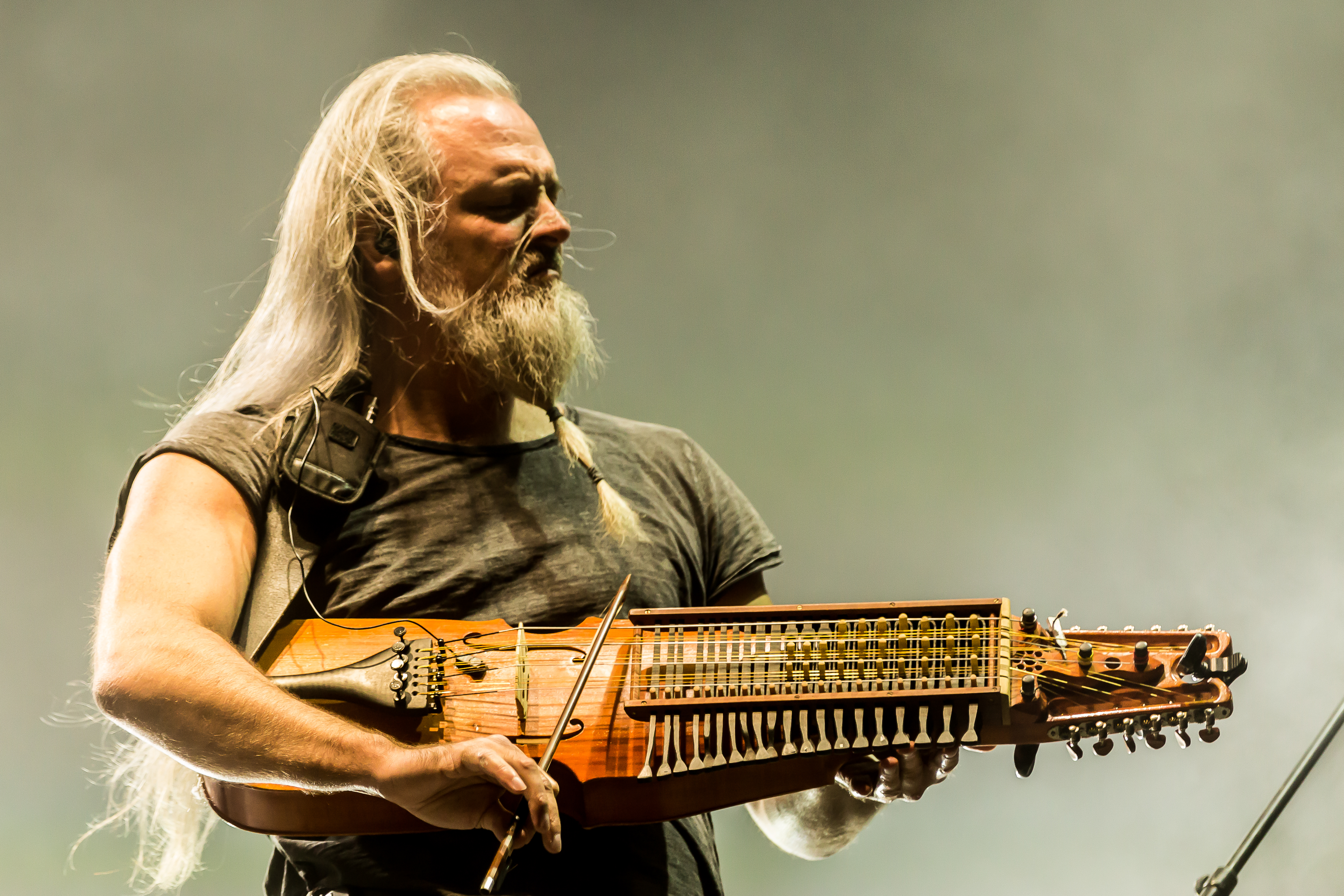
Violinist Alexander Willms
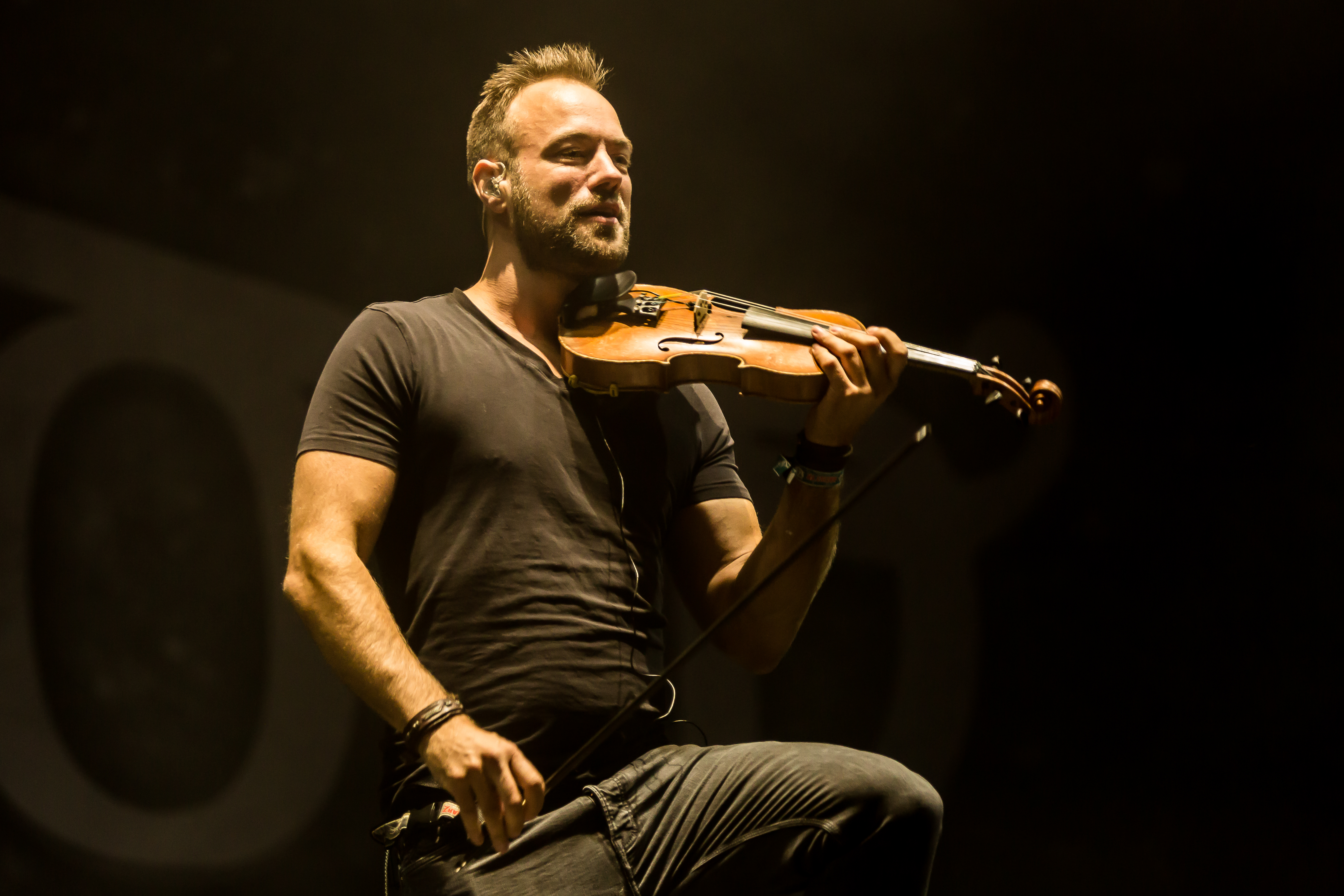
Violinist Florian Janoske
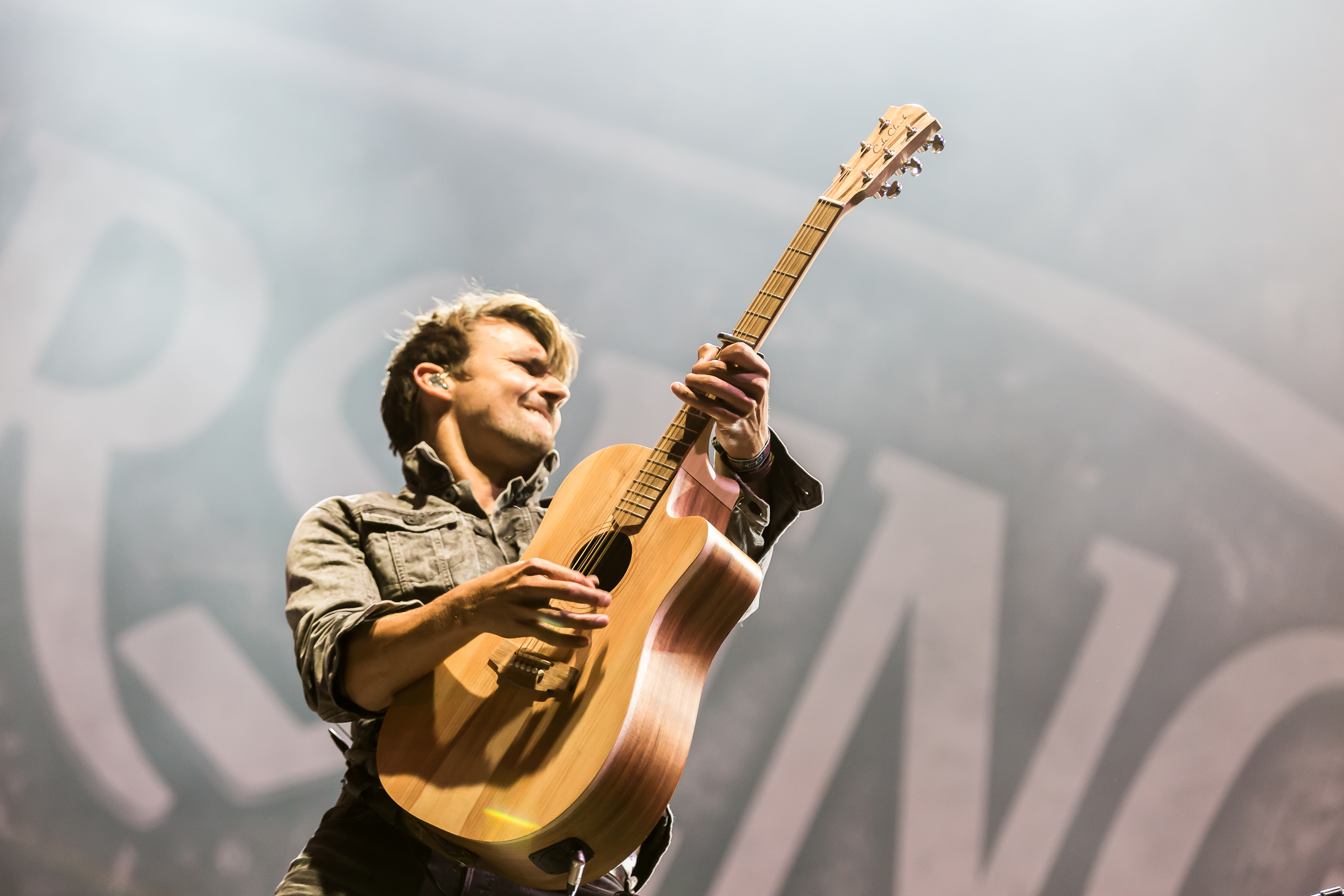
Gitarrist Daniel Gregory
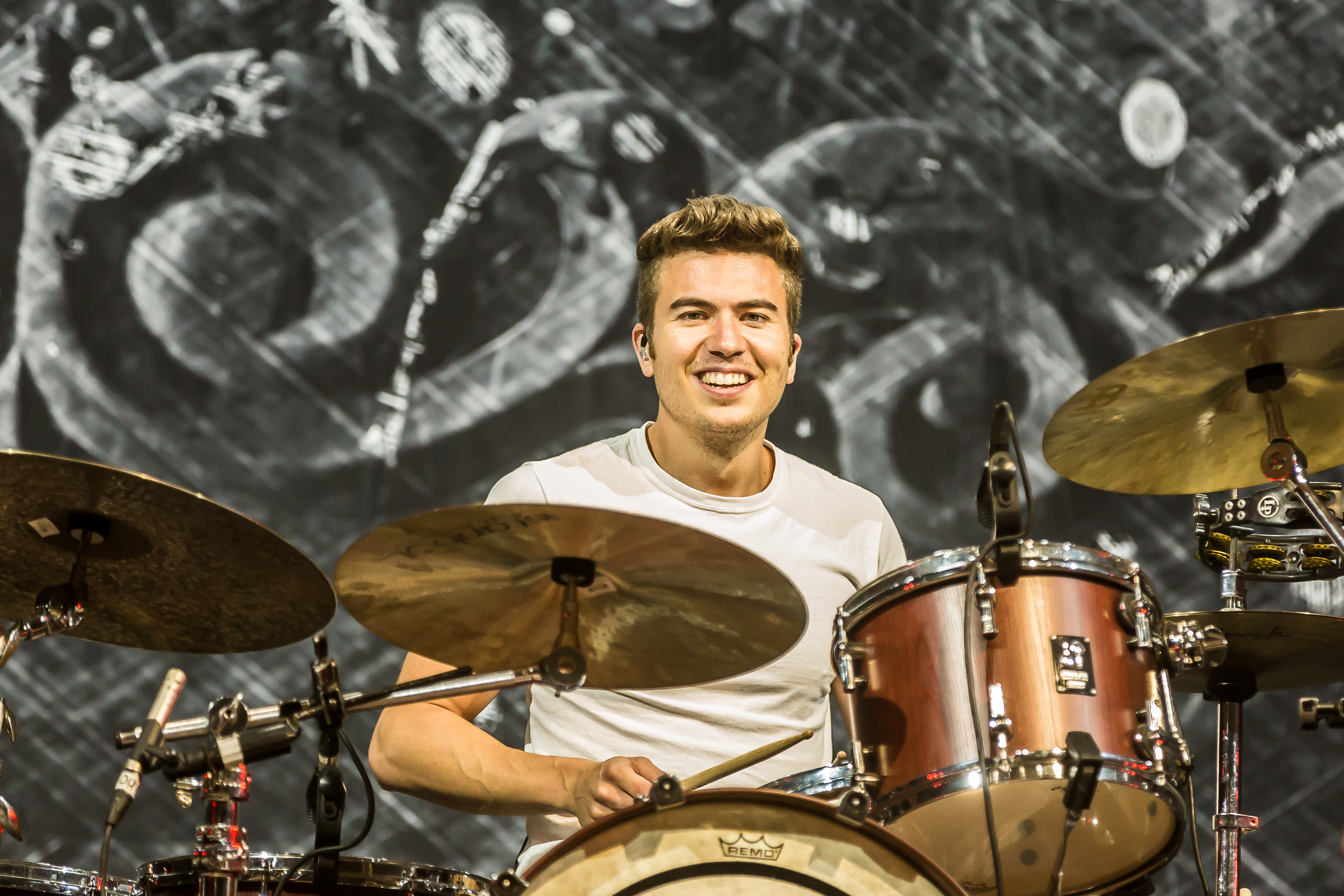
Schlagzeuger Sean Lang
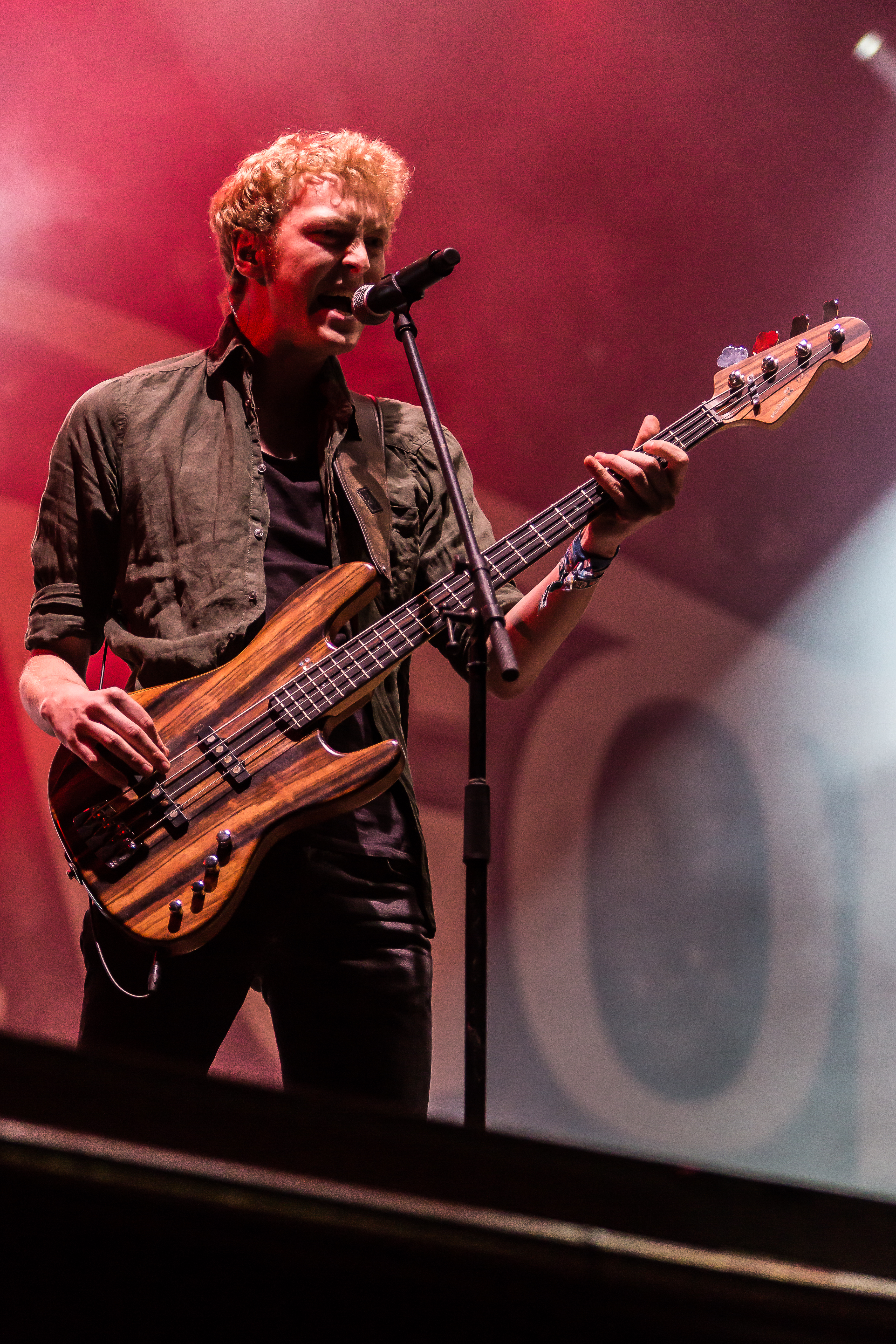
Bassist Eike Otten

## Diskografie
Studioalben

| Jahr | Titel Musiklabel                         | Höchstplatzierung, Gesamtwochen, AuszeichnungChartplatzierungen (Jahr, Titel, Musiklabel, Platzierungen, Wochen, Auszeichnungen, Anmerkungen) | Höchstplatzierung, Gesamtwochen, AuszeichnungChartplatzierungen (Jahr, Titel, Musiklabel, Platzierungen, Wochen, Auszeichnungen, Anmerkungen) | Höchstplatzierung, Gesamtwochen, AuszeichnungChartplatzierungen (Jahr, Titel, Musiklabel, Platzierungen, Wochen, Auszeichnungen, Anmerkungen) | Anmerkungen                            |
| Jahr | Titel Musiklabel                         | DE | AT | CH | Anmerkungen                            |
| ---- | ---------------------------------------- | --- | --- | --- | -------------------------------------- |
| 2005 | Hoerensagen Selbstverlag                 | — | — | — | Erstveröffentlichung: 14. Oktober 2005 |
| 2006 | Allgebraeu – Nostalgiealbum Selbstverlag | — | — | — | Erstveröffentlichung: 15. April 2006   |
| 2008 | Ketzerey Totentanz (TOT)                 | — | — | — | Erstveröffentlichung: 21. Mai 2008     |
| 2012 | Im Namen des Folkes Totentanz (TOT)      | — | — | — | Erstveröffentlichung: 5. Dezember 2012 |
| 2015 | Zeitlos Fuego (Indigo)                   | DE22 (1 Wo.)DE | — | — | Erstveröffentlichung: 31. Juli 2015    |
| 2017 | Funkenflug RCA Records (Sony)            | DE2 (4 Wo.)DE | AT52 (1 Wo.)AT | CH41 (1 Wo.)CH | Erstveröffentlichung: 4. August 2017   |
| 2019 | Nordlicht RCA Records (Sony)             | DE4 (16 Wo.)DE | AT27 (1 Wo.)AT | CH25 (2 Wo.)CH | Erstveröffentlichung: 28. Juni 2019    |
| 2022 | Was kost die Welt RCA Records (Sony)     | DE1 (7 Wo.)DE | AT23 (1 Wo.)AT | CH20 (2 Wo.)CH | Erstveröffentlichung: 28. Januar 2022  |
| 2023 | Lautes Gedenken RCA Records (Sony)       | DE2 (5 Wo.)DE | AT26 (1 Wo.)AT | CH60 (1 Wo.)CH | Erstveröffentlichung: 3. November 2023 |